# زاس
زاس (به اسپانیایی: Zas) یکی از دهستان‌های اسپانیا است.

## خصوصیات
زاس ۱۳۳٫۶۸ کیلومترمربع مساحت و ۵٬۸۶۷ نفر جمعیت دارد.